# Groupe Egmont
Le Groupe Egmont de cellules de renseignement financier ou Groupe Egmont est un forum d’échange opérationnel pour les cellules de renseignement financier. Il vise à améliorer la coopération dans la lutte contre le blanchiment d'argent et le financement du terrorisme, à mettre en place des programmes d'échange et de formation permettant d'améliorer l'expertise des cellules de renseignement financier nationales, et à favoriser la mise en œuvre de programmes nationaux dans ce domaine. Le groupe Egmont comporte actuellement 164 membres et son siège social est situé à Toronto.

## Histoire
Le groupe Egmont a été créé en 1995, à l'initiative de la Belgique et des Etats-Unis, en tant que forum d'échange informel de 24 cellules de renseignement financier. Il tire son nom du palais d'Egmont à Bruxelles où s'est déroulée la première réunion. Le siège du groupe Egmont est établi à Toronto depuis le 15 février 2008, mais le groupe dispose aussi de bureaux au sein de la capitale canadienne Ottawa.

## Objectif
L'objectif du groupe Egmont est de constituer un forum d'échange pour les cellules de renseignement financiers (CRF) dans la lutte contre le blanchiment d'argent et le financement du terrorisme, et d'encourager la mise en place de programmes nationaux de ce domaine. Le groupe fournit un soutien aux cellules nationales en :
- élargissant et systématisant la coopération internationale dans l'échange réciproque d'informations

- accroissant l'efficacité des CRF en offrant une formation et en favorisant les échanges de personnel pour améliorer l'expertise et les compétences du personnel employé par les CRF
- favorisant une meilleure communication sécurisée entre les CRF grâce à l'application de technologies, telles que Egmont Secure Web (ESW)
- favorisant une coordination et un soutien accru entre les divisions opérationnelles des CRF membres
- promouvant l'autonomie opérationnelle des CRF
- promouvant la création de nouveaux cellules de renseignement financier[6]

## Membres
Le Groupe Egmont comporte 164 membres:
- Afghanistan - Financial Transactions and Reports Analysis Center of Afghanistan (FinTRACA)
- Afrique du Sud - Financial Intelligence Centre (FIC)
- Albanie - General Directorate for the Prevention of Money Laundering (GDPML)
- Algérie - Financial Intelligence Processing Unit (CTRF)
- Allemagne - Financial Intelligence Unit (FIU) at the Central Customs Authority - Zentralstelle für Finanztransaktionsuntersuchungen bei der Direktion VIII (Zollkriminalamt) der Generalzolldirektion)
- Andorre - Financial Intelligence Unit–Andorra (FIUAND)
- Angola - Unidade de Informação Financeira (UIF-Angola)
- Anguilla - Money Laundering Reporting Authority (MLRA)
- Antigua and Barbuda - Office of National Drug and Money Laundering Control Policy (ONDCP)
- Arabie Saoudite - Saudi Arabia Financial Investigation Unit (SAFIU)
- Argentine - Financial Information Unit Argentina (UIF)
- Arménie - Financial Monitoring Center (FMC)
- Aruba - Reporting Center for Unusual Transactions (MOT-Aruba)
- Australie - Australian Transaction Reports and Analysis Centre (AUSTRAC)
- Autriche - Austrian Financial Intelligence Unit (A-FIU)
- Azerbaijan - Financial Monitoring Service (FMS)
- Bahamas - Financial Intelligence Unit Bahamas (FIU-Bahamas)
- Bahrain - Financial Intelligence Directorate (FID)
- Bangladesh - Bangladesh Financial Intelligence Unit (BFIU)[8]
- Barbades - Financial Intelligence Unit (FIU-Barbados)
- Belarussie - Department of Financial Monitoring of the State Control Committee of the Republic of Belarus (DFM)
- Belgique - Cellule de Traitement des Informations Financières / Cel voor Financiële Informatieverwerking (CTIF-CFI)
- Belize - Financial Intelligence Unit Belize (FIU-Belize)
- Bénin -  Cellule Nationale de Traitement des Informations Financières du Bénin (CENTIF)
- Bermudes - Financial Intelligence Agency - Bermuda (FIA)
- Bolivie - Unidad de Investigaciones Financieras (UIF)
- Bosnie-Herzégovine - Financial Intelligence Department (FID)
- Brésil - Council for Financial Activities Control (COAF )
- Iles Vierges Britanniques - Financial Investigation Agency British Virgin Islands (FIA)
- Brunei - Financial Intelligence Unit Brunei Darussalam (FIE, AMBD)
- Bulgarie - Financial Intelligence Directorate - State Agency for National Security (FID-SANS)
- Burkina Faso - National Financial Information Processing Unit (CENTIF-BF)
- Cambodge - Cambodia Financial Intelligence Unit (CAFIU)
- Cameroun - National Agency for Financial Investigation (NAFI)
- Canada - Financial Transactions and Reports Analysis Centre of Canada (FINTRAC-CANAFE)
- Cap Vert - Cape Verde UIF (UIF)
- Chad - Agence Nationale d Investigation Financière du Tchad (ANIF)
- Chili - Unidad de Análisis Financiero (Chile) (UAF)
- Colombie - Unidad  de Informacion y Analisis Financiero (UIAF)
- Congo, République du - Agence Nationale D'Investigation Financiere (ANIF)
- Corée du Sud - Korea Financial Intelligence Unit
- Costa Rica - Unidad de Análisis Financiero (UAF) Instituto Costarricense sobre Drogas (ICD)
- Croatie - Anti-Money Laundering Office (AMLO)
- Curaçao - FIU Curaçao - Meldpunt Ongebruikelijke Transacties (MOT)/Unusual Transactions Reporting Centre
- Chypre - Unit for Combating Money Laundering (MOKAS)
- République Tchèque - Financní analytický útvar (FAU – CR)Financial Analytical Unit
- Danemark - Hvidvasksekretariatet Stadsadvokaten for Særlig Økonomisk Kriminalitet / Hvidvasksekretariatet (HVIDVASK) State Prosecutor for Serious Economic Crime / Money Laundering Secretariat
- Dominicaine, République - Financial Intelligence Unit
- Egypte - Egyptian Money Laundering Combating Unit (EMLCU)
- États-Unis - Financial Crimes Enforcement Network (FinCEN)
- Salvadore - Unidad de Investigacion Financiera
- Émirats Arabes Unis - Anti Money Laundering and Suspicious Cases Unit
- Espagne - Servicio Ejecutivo de la Comisión de Prevención de Blanqueo de Capitales e Infracciones Monetarias (SEPBLAC)
- Estonie - Money Laundering Information Bureau
- Fiji - Financial Intelligence Unit, Reserve Bank of Fiji
- Finlande - RAP Keskusrikospoliisi / Rahanpesun selvittelykeskus National Bureau of Investigation / Financial Intelligence Unit
- France - Traitement du renseignement et action contre les circuits financiers clandestins (TRACFIN)
- Georgie - Financial Monitoring Service of Georgia (FMS)
- Gibraltar - Gibraltar Co-ordinating Centre for Criminal Intelligence and Drugs - Gibraltar Financial Intelligence Unit (GCID GFIU)
- Grèce - Hellenic Anti-Money Laundering and Anti-Terrorism Financing Commission (HAMLC)
- Grenade - Financial Intelligence Unit (FIU)
- Guatemala - Intendencia de Verificación Especial (IVE) Special Verification Intendency
- Guernesey- Financial Intelligence Service (FIS)
- Honduras - Unidad de Informacion Financiera (UIF)
- Hong Kong - Joint Financial Intelligence Unit (JFIU)
- Hongrie - Central Criminal Investigations Bureau of the Hungarian Customs & Finance Guard Hungarian Financial Intelligence Unit
- Île de Man - Financial Intelligence Unit (FIU–IOM)
- Îles Caïmans - Financial Reporting Authority (FRA)
- Îles Cook - Cook Islands Financial Intelligence Unit (CIFIU)
- Islande- Ríkislögreglustjórinn (RLS) Unit of Investigation and Prosecution of Economic and Environmental Crime
- Indie - Financial Intelligence Unit (FIU-IND)
- Indonesie - Pusat Pelaporan dan Analisis Transaksi Keuangan (PPATK) Indonesian Financial Transaction Reports and Analysis Centre (INTRAC)
- Îles Turques-et-Caïques - Royal Turks and Caicos Islands Police Force Financial Crime Unit
- Irlande - An Garda Síochána / National Economic Crime Bureau (MLIU)
- Israel - Israel Money Laundering Prohibition Authority (IMPA)
- Italie - Banca d’Italia — Unità di Informazione Finanziaria (UIF)
- Japon - Japan Financial Intelligence Center (JAFIC)
- Jersey - Jersey States of Jersey Police - Joint Financial Crimes Unit
- Kosovo - Njësia për Inteligjencë Financiare e Kosovës (NIFK) / Financial Intelligence Unit of Kosovo (FIUK)[9]
- Kyrgyzstan - Financial Intelligence Service of the Kyrgyz Republic (FIS)
- Lettonie - Financial Intelligence Unit of Latvia (FIU Latvia)
- Liban - Special Investigation Commission (SIC) Fighting Money Laundering
- Liechtenstein - Einheit für Finanzinformationen (EFFI)
- Lituanie - Financial Crime Investigation Service (FCIS)
- Luxembourg - Cellule de Renseignement Financier (FIU-LUX)
- Macau - Gabinete de Informação Financeira (GIF) Financial Intelligence Office
- Macédoine - Ministerstvo za Finansii-Direkcija za Sprecuvanje na Perenje Pari/Money Laundering Prevention Directorate (MLPD)
- Malawi - Financial Intelligence Unit (FIU-Malawi)
- Malaisie - Unit Perisikan Kewangan, Bank Negara Malaysia (UPWBNM)
- Malte - Financial Intelligence Analysis Unit (FIAU)
- Iles Marshall - Domestic Financial Intelligence Unit (DFIU)
- Maurice - Financial Intelligence Unit (FIU)
- Mexique - Unidad de Inteligencia Financiera (UIF)
- Moldavie - Office for Prevention and Control of Money Laundering
- Monaco - Service for Information and Monitoring of Financial Networks (SICFIN)
- Mongolie - Financial Information Unit of Mongolia (FIU-Mongolia)
- Monténegro - Administration for the Prevention of Money Laundering
- Nigeria - Nigerian Financial Intelligence Unit (NFIU)
- Niue - Niue Financial Intelligence Unit
- Norvège - ØKOKRIM / EFE - Enheten for finansiell etteretning The National Authority for Investigation and Prosecution of Economic and Environmental Crime - The Money Laundering Unit
- Nouvelle-Zélande - New Zealand Police Financial Intelligence Unit
- Pakistan - Financial Monitoring Unit
- Paraguay - Unidad de Análisis Financiero (UAF-SEPRELAD)
- Pays-Bas - Financial Intelligence Unit – Nederland (FIU-Netherlands)
- Pérou - Unidad de Inteligencia Financiera del Peru (UIF)
- Philippines - Anti-Money Laundering Council (AMLC)
- Pologne - Generalny Inspektor Informacji Finansowej (GIIF) General Inspector of Financial Information
- Portugal - Unidade de Informação Financeira (UIF)
- Qatar - Qatar Financial Information Unit (QFIU)
- Serbie - Administration for the Preventing of Money Laundering
- Panama - Unidad de Analisis Financiero (UAF)
- Roumanie - National Office for the Prevention and Control of Money Laundering
- Royaume-Uni - National Crime Agency (NCA)
- Russie - Federal Service for Financial Monitoring
- San Marin - Agenzia di Informazione Finanziaria (AIF) Financial Intelligence Agency (FIA)
- Sénégal - Cellule Nationale de Traitement des Informations Financières National Financial Intelligence Processing Unit (CENTIF)
- Seychelles - Seychelles Financial Intelligence Unit[8]
- Singapour - Suspicious Transaction Reporting Office (STRO)
- Slovaquie - Spravodajská jednotka finacnej polície Úradu boja proti organizovanej kriminalite (SJFP UBPOK) Financial Intelligence Unit of the Bureau of Organised Crime
- Slovénie - Urad RS za Preprecevanje Pranja Denarja Ministrstvo za Finance/Office for Money Laundering Prevention (OMLP)
- Sri Lanka - Financial Intelligence Unit
- Saint Kitts et Nevis - Financial Intelligence Unit
- Sainte Lucie - Financial Intelligence Agency
- Saint-Vincent-et-les-Grenadines - Financial Intelligence Unit
- Suède- Finanspolisen Rikskriminalpolisen (FIPO) National Criminal Intelligence Service, Financial Unit (NFIS)
- Suisse - Meldestelle für Geldwäscherei, Bureau de communication en matière de blanchiment d'argent, Ufficio di comunicazione in materia di riciclaggio di denaro Money Laundering Reporting Office (MROS)
- Syrie - Combating Money Laundering and Terrorism Financing Commission (CMLC)
- Taiwan - Money Laundering Prevention Center
- Thaïlande - Anti-Money Laundering Office (AMLO)
- Togo - Togo Financial Intelligence Unit[8]
- Trinité-et-Tobago - Trinidad and Tobago Financial Intelligence Unit
- Turquie - Mali Suçlari Arastirma Kurulu (MASAK) Financial Crimes Investigation Board
- Ukraine - State Committee for Financial Monitoring
- Vanuatu - Financial Intelligence Unit (FIU)
- Vatican - Autorità di Informazione Finanziaria (AIF)[8],[10]
- Venezuela - Unidad Nacional de Inteligencia Financiera (UNIF)